# Julie Leclerc
Pour les articles homonymes, voir Julie.
Julie Leclerc ou Julie, nom de scène de Chantal Séloron, née le 11 juillet 1945 à Saint-Étienne (Loire), est une speakerine, animatrice de radio et de télévision française. Elle est l'une des voix emblématiques de la station Europe 1 entre 1972 et 2021.

## Biographie

### Formation et débuts
Chantal Séloron, est originaire de Saint-Étienne. Son père est ingénieur et sa mère femme au foyer. Elle fait ses études à Lyon où elle obtient une licence d'histoire de l'art.
Après avoir joué en 1970 dans la pièce Les Fraises musclées de Jean-Michel Ribes, elle devient en 1972, sous le pseudonyme de Julie, la « meneuse de jeu » sur la radio Europe 1 avec une première émission animée en duo avec Xavier Gélin le 8 mai 1972, la même année que Christian Morin. Elle rejoint une équipe composée à l'époque de Maryse Gildas, Viviane Blassel, Brigitte Morisan, Anne Perez et Françoise Rivière.

### Carrière radiophonique
Au début de sa carrière sur Europe 1, elle accompagne Vonny dans Les bonnes femmes en début d'après midi, puis Hubert Wayaffe dans Nationale 1647 en matinée (1973). Évincée par Christiane Collange, elle rejoint RMC en 1975 durant une saison et anime une émission avec Thierry Le Luron et Julien Lepers (Julien et Julie). En 1976, elle revient sur Europe 1 dont elle va devenir l'une des voix historiques. Elle accompagne des journalistes ou animateurs comme Pierre Lescure ou Gilles Schneider et, en 1980, anime seule la matinale du dimanche matin.
Emblématique de la station, en sa qualité de meneuse de jeu, elle est l'une des plus anciennes voix d'Europe 1 avec Laurent Cabrol. Elle accompagne d'abord le journaliste qui présente une grande tranche d'information le matin. Il s'est agi longtemps de Europe 1 Matin. Depuis 2018, il s'agit du 9h/11h.
Au sein de la station, elle exerce donc plusieurs activités :
- elle assure le rôle de meneuse de jeu dans les sessions d'information des matinales : avec Marc-Olivier Fogiel de 2008 à début 2011, Bruce Toussaint en 2011, Thomas Sotto de 2013 à 2017, Patrick Cohen de 2017 à 2018, Nikos Aliagas de 2018 à 2019 et Matthieu Belliard depuis la rentrée 2019.
- elle accompagne des humoristes : Jean Roucas pour Les roucasseries du midi de 1987 à 1993, Jean-Yves Lafesse pendant les saisons 1986-1987 et 1994-1995 ou Laurent Baffie de 2007 à 2011, comme des animateurs : Michel Drucker pendant les saisons 1985-1986, 2008-2009 et de 2011 à 2013, Yves Calvi de 1999 à 2002, Jacques Pradel de 2002 à 2008, Jean-Marc Morandini de 2003 à 2016, Wendy Bouchard pendant la saison 2018-2019 ;
- enfin, elle assure le rôle de collaboratrice dans les chroniques d'humoristes dans la matinale d'Europe 1 : Laurent Gerra de 1998 à 1999 avec Scoops du monde en 1998 puis En route vers l'an débile en 1999, Laurent Ruquier à partir de 1999 avec la Revue de presse entre 1999 et 2004[8], puis Nicolas Canteloup de 2005 à 2021 avec la chronique Revue de presque[9].

En mars 2011, à l'occasion de la journée internationale des droits de la femme, Julie remplace Jean-Marc Morandini à la présentation du Grand Direct des Médias.
À la suite de la suppression des speakerines sur l'antenne d'Europe 1 à la rentrée d'août 2020, Julie ne conserve que la chronique avec Nicolas Canteloup. Toutefois, elle est encore présente pour des interventions, des top horaires et des annonces musicales enregistrées à l'avance.
En juillet 2021, après 49 ans sur Europe 1, Julie annonce qu'elle quitte la station en déclarant que ce départ « n'est pas de mon fait » et qu'il « intervient en même temps que celui de Nicolas Canteloup dont j'étais la partenaire ». Certains médias font le rapprochement avec l'arrivée de Vivendi (groupe Bolloré), survenu quelques semaines plus tôt, en tant que premier actionnaire majoritaire du groupe Lagardère (propriétaire notamment d'Europe 1),,.
Le 30 août 2021, elle rejoint l'équipe des Grosses têtes de Laurent Ruquier sur RTL.

### Carrière télévisuelle
En 1988, Julie lance avec Pierre Dhostel l'émission de télé-achat M6 Boutique sur la chaine M6,. En 1994, elle est remplacée  par Valérie Pascale.
De 1991 à 1993, elle participe à l'adaptation télévisée de l'émission de Jean Roucas sur Europe 1, diffusée d'abord sur La Cinq, puis en 1993 sur TF1, avant d'être remplacée par Fanfan. En 1991, toujours sur La Cinq, elle accompagne Nicolas le Jardinier dans Le jardin de Nicolas chaque dimanche matin.
À partir de septembre 2009, l'émission C'est quoi ce bordel ? de Laurent Baffie sur Europe 1 est filmée et diffusée sur la chaîne Virgin 17, le jeudi en seconde partie de soirée.
Elle apparaît également dans des émissions spéciales consacrées à Laurent Ruquier : Vivement dimanche, avec Michel Drucker sur France 2 ; à Laurent Gerra : Le meilleur de Laurent Gerra, avec Laurent Boyer sur M6 le 11 novembre 2006) ; ou encore à Nicolas Canteloup : Canteloup y es-tu ?, avec Michel Drucker, sur France 2 le 5 avril 2008.
De septembre à décembre 2014, elle a fait partie de l'équipe de Jérémy Michalak dans son émission Face à la bande sur France 2[réf. souhaitée].

## Vie privée
Julie se marie en juillet 1981 avec Gérard Leclerc, journaliste et ancien dirigeant de la chaîne LCP(demi-frère du chanteur Julien Clerc), rencontré à Europe 1. Elle est mère de trois enfants : des jumeaux (nés en 1982) dont l'un est médecin et l'autre vétérinaire, et une fille (née en 1987).
Le 15 août 2023, son mari Gérard Leclerc meurt dans un accident d'avion à l'âge de 71 ans.
Sa sœur, la journaliste et romancière Françoise Séloron (d), est une ancienne animatrice de l'émission Les nuits magnétiques sur France Culture.

## Résumé de carrière

### Publication
- Chanteurs en cuisine, Paris, éditions Carrère-Michel Lafon, 1er janvier 1986, 346 p. (ISBN 2-86804-332-1)Ouvrage regroupant 80 recettes de chanteurs présentées lors de son émission Samedi et vous sur Europe 1 durant la saison 1983/1984.

### Carrière à Europe 1
Elle intervient comme meneuse de jeu :
- 1979-1981 : le dimanche matin
- 1981-1982 : avec Gilles Schneider en semaine
- 1988-1992 : avec André Dumas (d) en semaine puis Jean-François Rabilloud en semaine
- 1994-1999 : en semaine
- 2008-2018 : avec successivement Marc-Olivier Fogiel, Bruce Toussaint, Thomas Sotto, Patrick Cohen, Wendy Bouchard

Elle collabore aussi à d'autres émissions qui ont duré assez longtemps :
- 1987-1993 : Les roucasseries du midi avec Jean Roucas en semaine
- 1999-2009 : Europe 1 Découvertes avec Yves Calvi puis Jacques Pradel puis Roland Perez puis Jacques Pradel puis Michel Drucker en semaine
- 2003-2017 : Le journal de la télé puis Le Grand Direct puis Le Grand Direct de la télé puis Le Grand Direct des médias puis Le Grand Direct avec Jean-Marc Morandini ou Thomas Joubert en semaine
- 2007-2011 : C'est quoi ce bordel ? de Laurent Baffie le dimanche

Moins longtemps enfin :
- 1982-1983 : collaboratrice de Jacques Rouland pour l'émission quotidienne C'est la récré
- 1983-1984 : collaboratrice d'Alain Maneval pour l'émission quotidienne Megafun
- 1983-1984 : animatrice ? de l'émission du samedi Samedi et vous
- 1984-1985 : collaboratrice des émissions quotidiennes de Jacky et de Jacques Rouland
- 1985-1986 : collaboratrice de l'émission quotidienne Studio 1 avec Michel Drucker
- 1986 : collaboratrice de l'émission quotidienne Tous les bateaux, tous les oiseaux
- 1986 : collaboratrice de l'émission quotidienne Les bouches-trous
- 1986-1987 : Marteau Pickup avec Jean-Yves Lafesse en semaine
- 1986-1987 : Je suis fou de vous avec Michel Boujenah le dimanche
- 1987-1988 : Top et Top 50 avec Alain Maneval et Jacky Gallois en semaine
- 1993-1994 : Découvertes avec Jean-François Rabilloud en semaine
- 1994-1995 : Jamais sans Lafesse avec Jean-Yves Lafesse le vendredi
- 2011-2013 : Faites entrer l'invité avec Michel Drucker en semaine

### Carrière à RTL
- depuis 2021 : Les Grosses Têtes de Laurent Ruquier, sociétaire

### Source externe
: document utilisé comme source pour la rédaction de cet article.
- « Julie d'Europe 1 : “Si j’avais joué les divas, je ne serais plus là », sur L'Obs, 21 janvier 2015 (consulté le 20 mars 2016).
- « La voix historique de la station d’Europe 1 Julie Leclerc quitte la station », sur TV Magazine, 28 Juillet 2021.